# 𬭩内盐
鎓内盐（英語：或，音：/ˈɪlɪd/），又音译作叶立德，指的是一类在相邻原子上有相反电荷的中性分子。鎓内盐在有机化学，尤其是有机合成中有很多应用。一般来说，鎓内盐能以共振式表示，其中一个共振杂化体具有双键：
实际的电子分布取决分子的具体性质。

## 类型
- 最常见的鎓内盐是磷鎓内盐。维蒂希反应中即是用磷鎓内盐与羰基化合物反应制得烯烃。通常磷上的正电荷被三个取代的苯基所稳定，而碳则与两个烷基相连。根据磷鎓内盐的稳定性不同，大概可将其分为两类：稳定的一类只与醛反应，而不稳定的一类则与醛和酮都反应。

- 约翰逊–科里–柴可夫斯基反应中，硫鎓内盐被用于合成环氧化合物。

- 含氮的亚甲胺鎓内盐具有以下结构：

其中R1，R2是吸电子基。这类鎓内盐可用N-取代的吖丙啶开环或α-氨基酸与醛缩合制得。稳定碳烯具有以下结构：
- 具有R3P+-N−R结构的叠氮膦被用于施陶丁格反应中。

- 一般认为Tebbe试剂具有部分钛鎓内盐的性质。

## 反应
除了维蒂希反应之外，很多鎓内盐还是1,3-偶极体，可以进行1,3-偶极环加成反应。如亚甲胺鎓内盐与富勒烯进行普拉托反应。
某些磷叶立德也可以进行[3,3]-σ迁移反应：
研究表明，维蒂希试剂在SN2反应中是亲核试剂：
消除反应发生于加成反应后。